# Середньошведська низовина

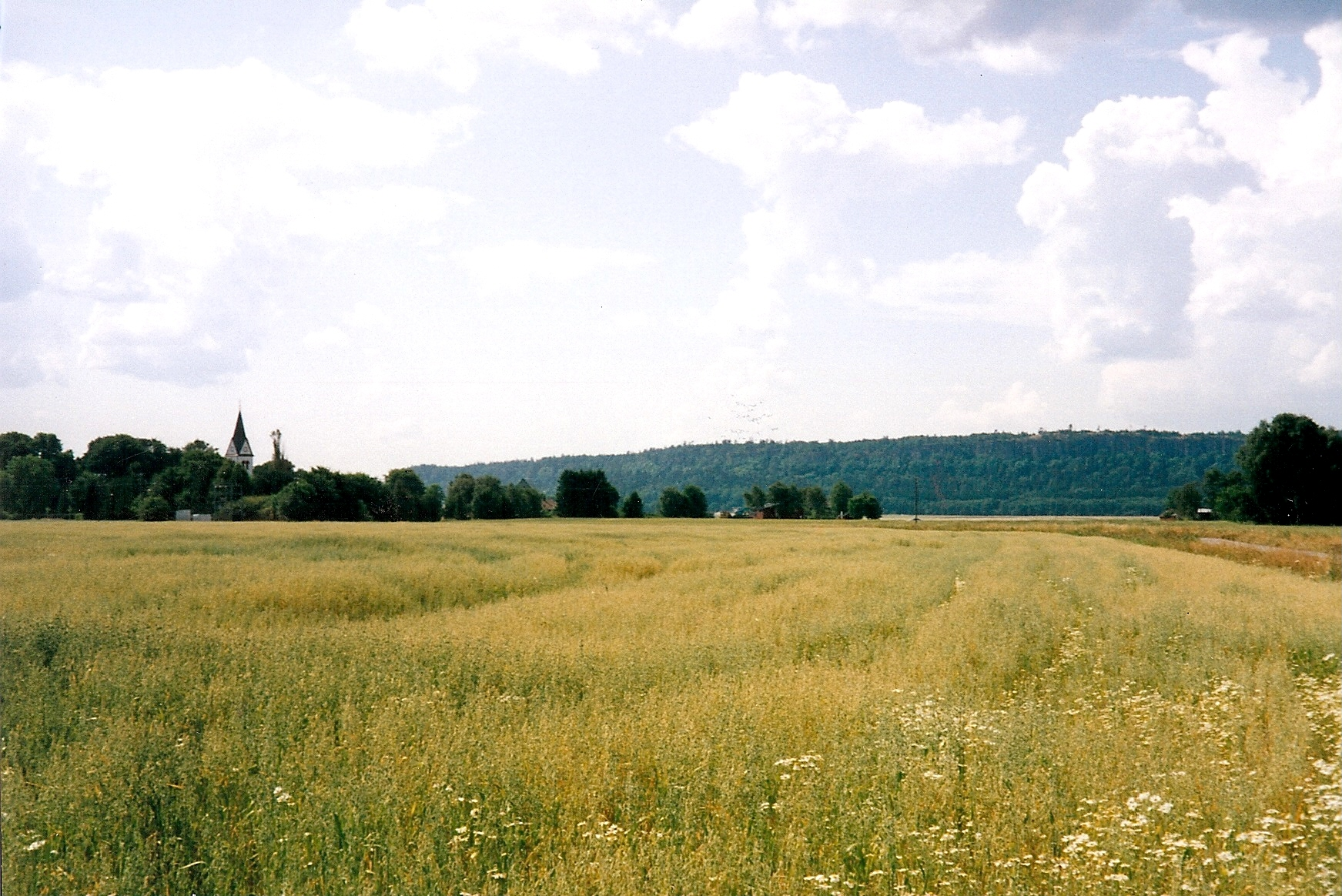
Середньошведська низовина низовина у районі містечка Фло

Середньошведська низовина — низовина у центральній частині Швеції, між Богусленом на узбережжі Каттегату до Стокгольмського архіпелагу і Руслагену на  Балтійським морем і. На півночі обмежена височинами Норрланд та Свеаланд, а на півдні Південношведською височиною. Довжина близько 500 км, ширина до 200 км.

## Історія формування
Низовина сформувались в період останнього зледеніння у Європі — Віслинського зледеніння, що завершилось 11.7 тис.р. тому. В період 10,3 тис. р. тому Середньошведська низовина була дном протоки, що з'єднувала Атлантичний океан із Іолдійовим морем (воно розміщувалось в сучасній центральній і південній частині Балтійського моря). В період із 10,3 тис. до 8,5 тис. р. тому увесь Скандинавський півострів зазнав інтенсивного підняття. Не винятком стала і Середньошведська низовина. Дана територія піднялась вище рівня Світового океану і стала частиною суходолу. І лише найнижчі її ділянки стали улоговинами сучасних великих озер Швеції. Склад води у басейні Анцилового моря (яке утворилось на місці Іолдійового моря) був прісний і власне це море було озером, ця прісна вода, що формувалась із водно-льодовикових потоків Скандинавського льодовикового щита і стало основою для вод озер Середньошведської низовини.

## Тектонічна та геологічна будова
Більша територія низовини розміщена в межах Балтійського кристалічного щита, що в основному складений із гранітів, гнейсів, кристалічних сланців та інших метаморфізованих та магматичних порід. Вік найдавніших порід становить 2,8 млрд років. Внаслідок четвертинних зледенінь, льодовик згладив більшість території Центральної шведської низовини, де були більш піддатливі породи утворились улоговини, а місцях виходу гранітів і інших твердих порід залишились підвищення. Сьогодні улоговини в основному заповненні прісною водою і в них утворились озера, а підвищені ділянки відповідають, або пагорбам, або островам в межах озер.

## Рельєф
Рельєф низовини пересічений, наявні гори-останці (висотою до 300 м), які чергуються з горбисто-моренними і озерно-льодовиковими ландшафтами. Висота низовини в районі міста Гетеборг — 12 м, в межах озер Венерн — 44 м, Веттерн — 88,5 м, Ельмарен — 22,2 м, Меларен — 0,7 м, а деякі райони Стокгольмського архіпелагу ~ 0-1 м. Це свідчення підняття низовини в центральній частині і її поступове опускання в бік протоки Каттегат та узбережжя Балтійського моря.

## Гідрологія
В межах низовини розміщенні численні озера, а це Венерн, Веттерн, Меларен, Ельмарен. Ці чотири озера є найбільшими озерами Швеції за площею. Озера мають тектонічно-льодовикове походження. На Центральношведській низовині протікає і одна із великих річок — Гета-Ельв. Центральна шведська низовина входить в десятку найбільших шведських регіонів із запасами підземних вод. Підземні води на узбережжі Балтійського моря низовини мають велику кількість хлору в результаті наявності викопної морської води.

## Ландшафт
Середньошведська низовина розташована в межах зони мішаних лісів, як і більшість південної частини Швеції. Тут спостерігаються ліси з ялини, сосни, місцями з домішкою дуба, змішані з різними видами листяних дерев. Так, береза росте значною мірою скрізь. Бук зустрічається у південній частині низовини. Поширеними видом дерев також є ясен.

## Антропогенний вплив
Більшість територій низовини зазвичай розорано і густо заселено. У долині озера Меларен розташовані найродючіші землі Швеції. Тому територія використовується у сільському господарстві для вирощування с/г культур: пшениця, картопля та цукровий буряк. В межах низовини сконцентрована найбільша кількість населення та розташовані великі міста — Стокгольм, Вестерос, Норрчепінг, Упсала, Еребру. На території низовини побудований судноплавний Гета-канал, який об'єднує Балтійське море із системою найбільших озер Швеції — Венерн та Веттерн, а потім рухається в бік протоки Каттегат.

## Галерея

Скандинавський півострів 7500 р.тому
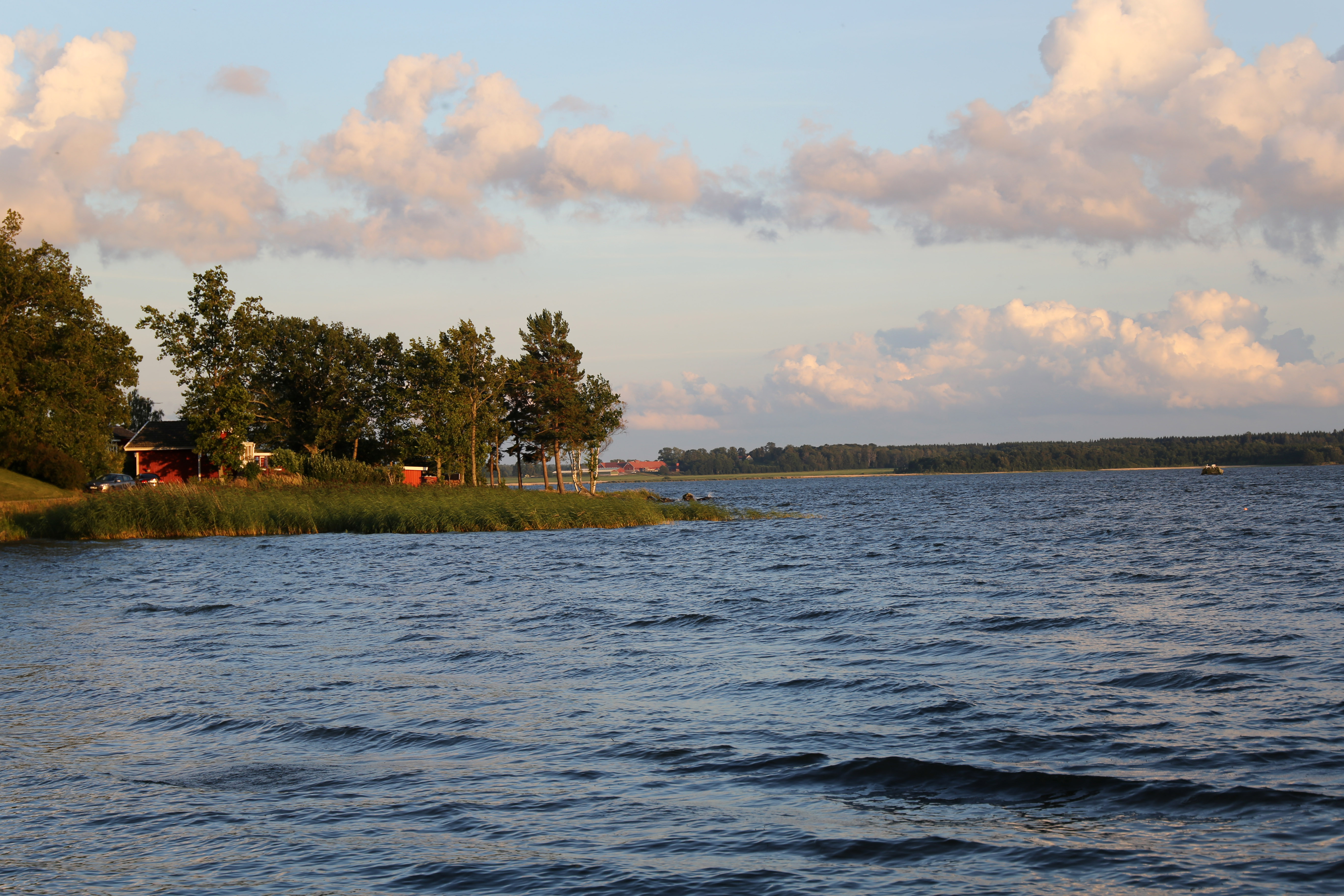
Озеро Венерн
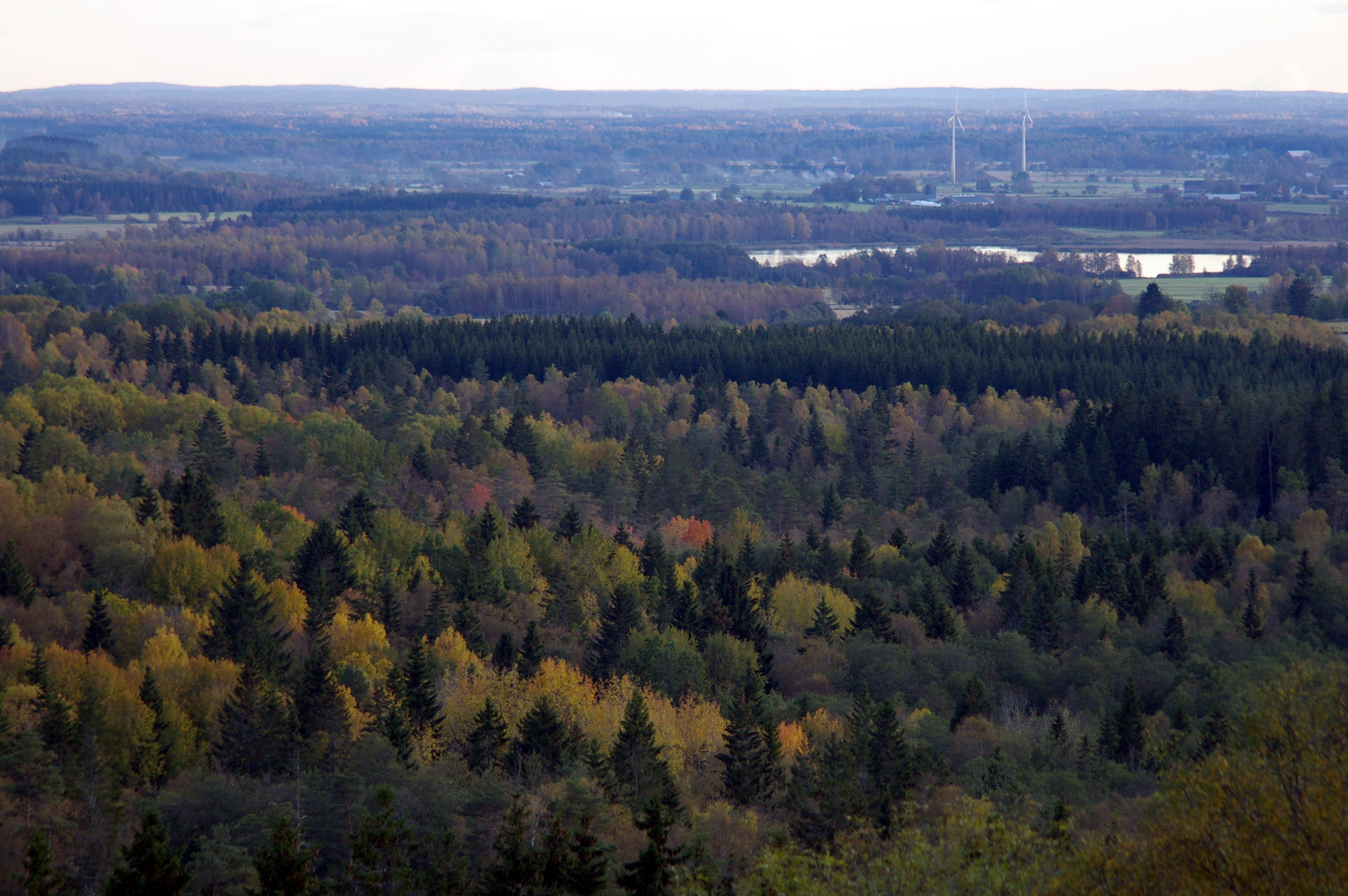
Мішані ліси — переважаючий ландшафт Середньошведської низовини
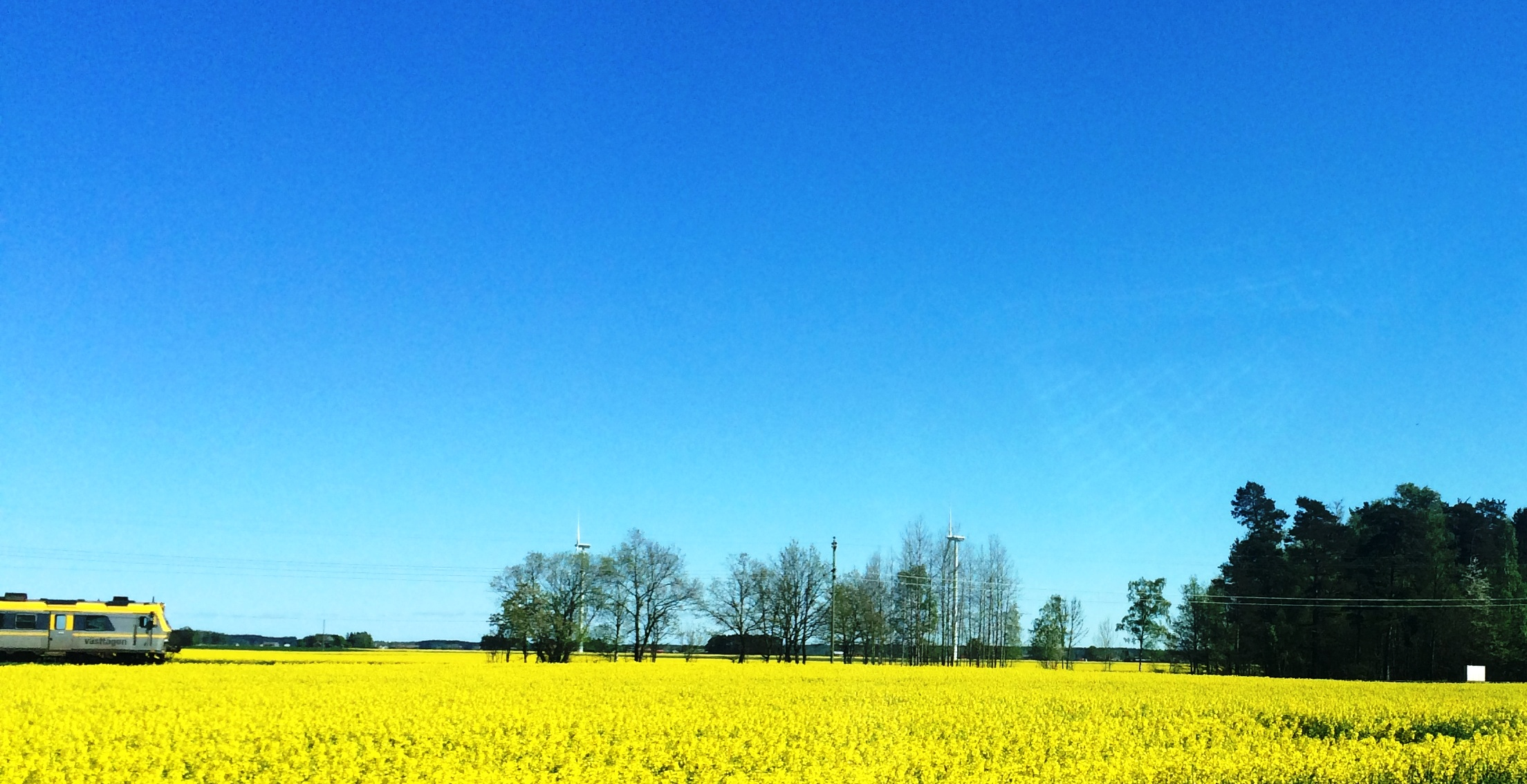
Вид на кукурудзяні поля неподалік містечка Гресторп
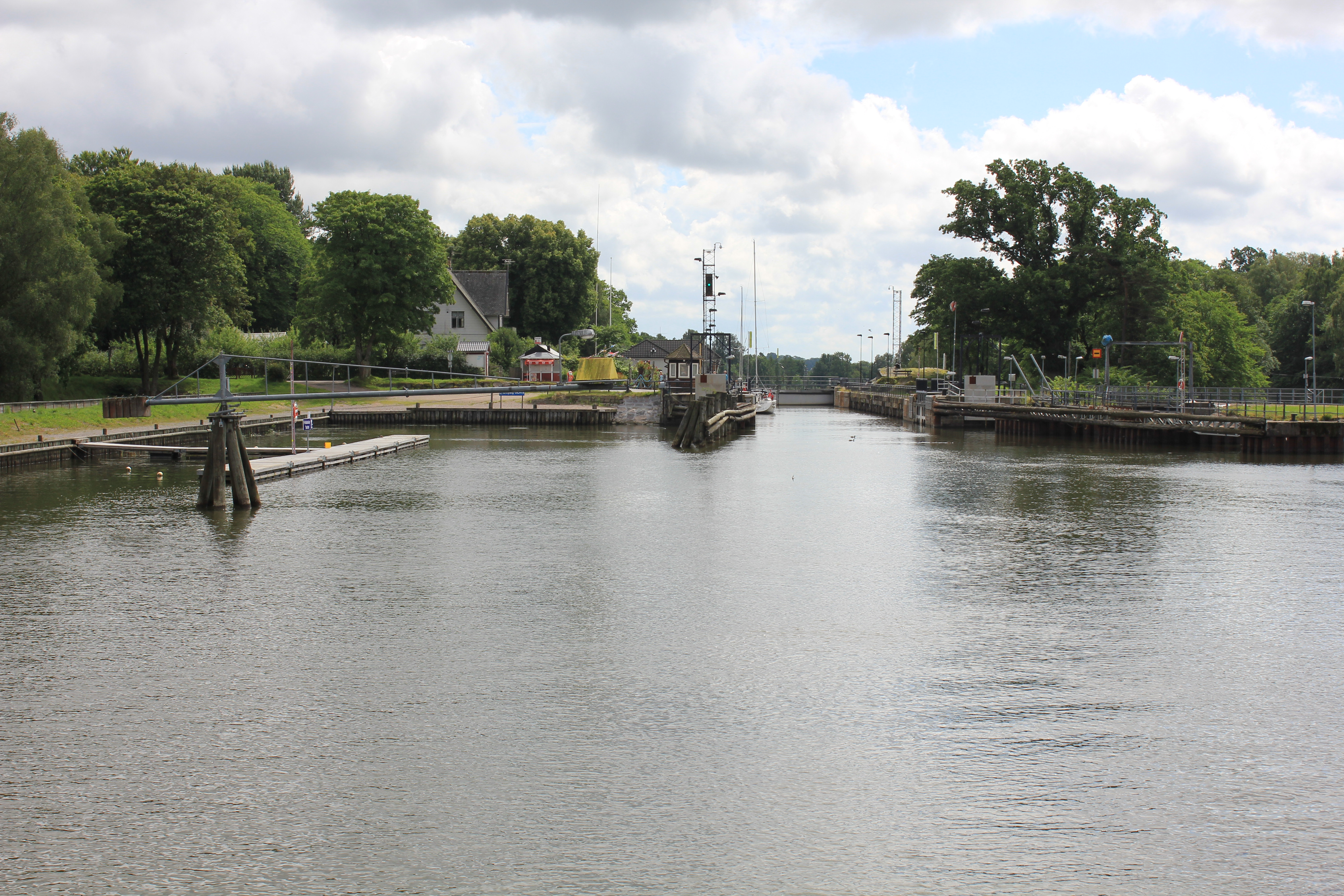
Судноплавний Гета-канал